# Ein Pferd für Klara
Ein Pferd für Klara (Originaltitel Klara) ist ein schwedischer Kinderfilm des Regisseurs Alexander Moberg, der gemeinsam mit Petra Norman das Drehbuch nach dem Roman Klaras vintersorg der Schriftstellerin Pia Hagmar verfasste.

## Handlung
Klara zieht nach der Scheidung ihrer Eltern mit ihrer Mutter aufs Land. Um in der neuen Schule nicht als Außenseiterin dazustehen, behauptet sie, dass sie reiten kann und meldet sich sogar zu einem Turnier an, obwohl sie noch nie auf einem Pferd gesessen hat. Weil ihr Vater ihr das Reiten verbietet, lernt sie es heimlich mit Hilfe des Nachbarsjungen Jonte auf dem Pferd Star, das Bertil Bohm gehört, dem Vermieter des Hauses, in dem sie lebt.
Als Bertil Star zum Schlachter bringen will, kann Klara ihn überreden, dass sie das Pferd bei sich in Pflege nimmt. Das Angebot, Star für 4500 Kronen zu kaufen, lehnt Klaras Mutter ab, weil sie das Geld nicht hat.
Nachdem Klara beim Turnier auf Star den zweiten Platz belegt, will ihre Mutter das Pferd kaufen, aber plötzlich verlangt Bertil einen wesentlich höheren Preis. Als der Vater eines anderen Mädchens 40.000 Kronen bietet, willigt Bertil ein, bekommt aber ein schlechtes Gewissen, als er Klaras empörte Reaktion bemerkt.
In der folgenden Nacht reiten Klara und Jonte auf Star davon, und als der Käufer das Pferd am nächsten Mörgen abholen will, windet Bertil sich mit einem Trick aus dem Kauf heraus. Die beiden Kinder reiten zu Klaras Vater, der sich von seiner Tochter überzeugen lässt, das Pferd für sie zu kaufen.

## Hintergrund
Ein Pferd für Klara wurde in Täby in der Provinz Stockholms län gedreht. In Schweden kam der Film am 26. März 2010 in die Kinos. In Deutschland wurde er erstmals am 1. April 2011 auf den Filmtagen Augsburg gezeigt und lief ab dem 19. Mai 2011 im Kino. Am 6. November 2011 erschien Ein Pferd für Klara auf DVD.

## Synchronisation
Ein Pferd für Klara wurde von der Lavendelfilm GmbH synchronisiert. Die Dialogregie hatte Petra Barthel.
| Darsteller      | Deutscher Sprecher | Rolle |
| --------------- | ------------------ | ----- |
| Ebba Ribbing    | Soraya Richter     | Lotta |
| Maia Rottenberg | Josephine Schmidt  | Anna  |
| Tova Renman     | Katie Pfleghar     | Mimmi |

## Rezeption
„Sensibler, ruhiger Kinderfilm, der das Genre ‚Pferdefilm‘ nutzt, um einen glaubwürdigen Reifungsprozess seiner Protagonistin umzusetzen, die lernen muss, trotz ihrer Sehnsucht nach Liebe und Anerkennung zu sich selbst zu stehen.“